# Juan Jacinto Rodríguez
Juan Jacinto Rodríguez, vollständiger Name Juan Jacinto Rodríguez Araújo, (* 27. November 1958 in Melo) ist ein uruguayischer Fußballtrainer und ehemaliger Fußballspieler.

## Karriere
Der Defensivakteur Rodríguez spielte von 1988 bis 1990 für den brasilianischen Verein Avaí FC.
Rodríguez schlug nach seiner aktiven Karriere eine Trainerlaufbahn ein. Er war von 2000 bis 2001 Trainer der uruguayischen U-17-Nationalmannschaft und nahm mit dieser an der U-17-Südamerikameisterschaft 2001 teil. Die „Celeste“ belegte im Turnier den sechsten Platz. Von 2005 bis Ende 2008 übte er eine Trainertätigkeit im Nachwuchsbereich bei Nacional Montevideo aus. Danach trat er von Januar 2009 bis Mitte Dezember 2009 bei LDU Quito und im unmittelbaren Anschluss bis Ende Mai 2010 beim Internacional Porto Alegre als Co-Trainer in Erscheinung. In der zweiten Jahreshälfte 2010 wirkte er ebenfalls als Assistenzcoach beim saudi-arabischen Klub al-Shabab. Es folgten von Januar 2011 bis Mitte Mai 2012 und sodann von Juli 2012 bis in die zweite Märzhälfte 2013 zwei weitere Co-Trainer-Anstellungen beim al-Sadd Sports Club in Katar und beim Club Cerro Porteño in Paraguay. Von Juni 2013 bis Dezember 2013 betreute er die Mannschaft des Cerro Largo FC in der Primera División. Sodann hatte er von Juli 2014 bis Mitte November 2014 die Position des Sportdirektors beim in Montevideo beheimateten Zweitligisten Liverpool Montevideo inne. Danach ist ab Juli 2015 ein bis Dezember jenes Jahres währendes Engagement als Cheftrainer bei al-Wahda verzeichnet. Andere Quellen datieren diese Karrierestation zwischen Mitte November 2014 und Ende Oktober 2015. In den letzten sechs Monaten des Jahres 2016 übernahm er ebenfalls in Saudi-Arabien ein Trainerengagement bei Al-Ta'ee. Ab März 2017 bis Juni 2018 trainierte er die Mannschaft von Al-Nahda. Weitere Stationen waren von September 2020 bis Januar 2021 der CA Cerro und von November bis Dezember 2023 wieder Cerro Largo.